# Casa Serra (Vilallonga del Camp)
Casa Serra és una obra del municipi de Vilallonga del Camp (Tarragonès) inclosa en l'Inventari del Patrimoni Arquitectònic de Catalunya.

## Descripció
La Casa Serra, formada per diferents edificis adossats, està situada a la vora del portal de l'antiga muralla de Vilallonga, que en aquest sector no s'ha conservat.
La zona de la casa que dona al portal de Vilallonga presenta una gran construcció de tipus basilical difícil de classificar. Es pot destacar en aquesta zona la forma peculiar de les finestres, d'arc escarser i estructurades a manera de tríptic, així com la cornisa, organitzada a manera de frontó triangular.
La part de la casa que dona al carrer del Dr. Fleming presenta una interessant porta d'accés d'estil neoclàssic, amb pilastres adossades sense capitells i entaulament motllurat.